# Erlenbrunn
Erlenbrunn ist ein Ortsbezirk von Pirmasens. Bis 1969 war er eine selbständige Gemeinde.

## Lage
Erlenbrunn liegt im Süden der Stadt Pirmasens am Übergang vom Pfälzerwald zum Zweibrücker Hügelland. Am östlichen Ortsrand entspringt der Horbach und am westlichen der Finsterbach. Im Südwesten der Gemarkung befindet sich der Oberlauf des Gersbach und im Südosten der Rodalb.

## Geschichte

### Frühgeschichte
1930 wurde zwischen Erlenbrunn und dem Kettrichhof ein Feld aus zehn Grabhügeln entdeckt. Der Heimatforscher Oskar Schäfer öffnete bei Grabungen in Anwesenheit des Direktors des Historischen Museums der Pfalz vier der Hügel. Darin fanden sich Skelett- und Brandgräber, die auch Schmuck und Waffen verschiedener Epochen enthielten. Die ältesten Funde wurden in die Frühe Bronzezeit (2000–1900 v. Chr.), andere in die Hallstatt- (700–550 v. Chr.) und die La-Tène-Zeit (5.–1. Jahrhundert v. Chr.) datiert. Die Funde wurden dem Heimatmuseum in Pirmasens übergeben, die restlichen Grabhügel blieben ungeöffnet.

### Name
1155 wurde der Ort als Hofgut Ettenburen erwähnt. Hier siedelten Bauern an einem Brunnen mit den Erlen. Es nannte sich „Erlenborn“, dann „Erlenhof“, wie 1534 bezeugt und wie noch mancherorts der heutige Stadtteil bezeichnet wird. Die sich vergrößernde Siedlung hieß im 18. Jahrhundert Erlenbrunner Hof und später Erlenbrunn, der Name, der sich offiziell gehalten hat.

### Mittelalter
Das Dorf Erlenbrunn lag im Amt Lemberg der Grafschaft Zweibrücken-Bitsch und dort in der Amtsschultheißerei Vinningen.

### Frühe Neuzeit
1570 verstarb Graf Jakob von Zweibrücken-Bitsch (* 1510; † 1570) als letztes männliches Mitglied seiner Familie. Das Amt Lemberg erbte seine Tochter, Ludovica Margaretha von Zweibrücken-Bitsch, die mit dem (Erb-)Grafen Philipp (V.) von Hanau-Lichtenberg verheiratet war. Ihr Schwiegervater, Graf Philipp IV. von Hanau-Lichtenberg, gab durch die sofortige Einführung des lutherischen Bekenntnisses dem streng römisch-katholischen Herzog Karl III. von Lothringen Gelegenheit, militärisch zu intervenieren, da dieser die Lehnshoheit über die ebenfalls zum Erbe gehörende Herrschaft Bitsch besaß. Im Juli 1572 besetzten lothringische Truppen die Grafschaft. Da Philipp IV. der lothringischen Übermacht nicht gewachsen war, wählte er den Rechtsweg. Beim anschließenden Prozess vor dem Reichskammergericht konnte sich Lothringen hinsichtlich der Herrschaft Bitsch durchsetzen, das Amt Lemberg dagegen – und somit auch Erlenbrunn – wurde der Grafschaft Hanau-Lichtenberg zugesprochen.
Im Dreißigjährigen Krieg wurde die Siedlung zerstört. Erst 1680 begann eine Neubesiedlung.
1736 starb mit Graf Johann Reinhard III. der letzte männliche Vertreter des Hauses Hanau. Aufgrund der Ehe seiner einzigen Tochter, Charlotte (* 1700; † 1726), mit dem Erbprinzen Ludwig (VIII.) (* 1691; † 1768) von Hessen-Darmstadt fiel die Grafschaft Hanau-Lichtenberg nach dort.

### Neuzeit
Im Zuge der Französischen Revolution fiel der linksrheinische Teil der Grafschaft Hanau-Lichtenberg – und damit auch das Amt Lemberg und Erlenbrunn – 1794 an Frankreich. Zunächst unterstand der Ort dem Kanton Breidenbach, ab 1801 war Erlenbrunn in den Kanton Bitche eingegliedert. 1802 hatte der Ort insgesamt 152 Einwohner.
1814 wechselte der Ort in den Kanton Pirmasens. 1815 wurde der Ort Österreich zugeschlagen. Bereits ein Jahr später wechselte die Gemeinde in das Königreich Bayern und war dort Bestandteil des Rheinkreises. Ab 1818 war der Ort Bestandteil des Landkommissariat Pirmasens, das 1862 in ein Bezirksamt umgewandelt wurde.
Intensiver Ackerbau auf ebenem Gelände und Weidewirtschaft an den Hängen verschafften den bäuerlichen Siedlern bis weit ins 19. Jahrhundert ein karges, aber ausreichendes Auskommen. Als jedoch die Schuhfabriken in der benachbarten Stadt Pirmasens höheren Lohn versprachen, wandten sich immer mehr Erlenbrunner der Schuhmacherei zu. Die Landwirtschaften boten als Nebenerwerbsbetriebe meistens nur noch ein willkommenes Zubrot. Es blieben kaum mehr als ein Dutzend landwirtschaftliche Hauptbetriebe. Erlenbrunn wuchs auf 1.900 Einwohner.
Im Sog der industriellen Schuhherstellung wandelte sich mit der Zeit die Sozialstruktur des Ortes grundsätzlich. Rund 80 Prozent der Arbeitnehmer waren in der Schuhindustrie tätig. Hauptarbeitsort war die Stadt Pirmasens.
1939 wurde Erlenbrunn in den Landkreis Pirmasens (ab 1997 Landkreis Südwestpfalz) eingegliedert.
Da der Ort sich in der Roten Zone befand wurden die Bewohner mit Beginn des Zweiten Weltkriegs vorübergehend evakuiert. Nach dem Krieg wurde die Gemeinde innerhalb der französischen Besatzungszone Teil des damals neu gebildeten Landes Rheinland-Pfalz. Im Zuge der ersten rheinland-pfälzischen Verwaltungsreform. Erlenbrunn zeigt sich heute als ein Stadtteil mit dörflichem Grundcharakter. Mit seiner Lage fast 450 m ü. NHN ist Erlenbrunn der höchstgelegene Vorort von Pirmasens.

## Politik

### Ortsbeirat
Für den Stadtteil Erlenbrunn wurde ein Ortsbezirk gebildet. Dem Ortsbeirat gehören neun Beiratsmitglieder an, den Vorsitz im Ortsbeirat führt die direkt gewählte Ortsvorsteherin.
Für weitere Informationen zum Ortsbeirat siehe die Ergebnisse der Kommunalwahlen in Pirmasens. Nachdem jahrelang die SPD dort stärkste Partei war, ist es seit 2019 die FWGM.

### Ortsvorsteher
Die Ortsvorsteherin von Erlenbrunn ist Christiane Mattill (FWGM). Sie wurde bei der Direktwahl am 26. Mai 2019 mit einem Stimmenanteil von 80,49 % wiedergewählt. Bei der Direktwahl am 9. Juni 2024 setzte sie sich mit einem Stimmenanteil von 83,0 % gegen einen Mitbewerber durch und wurde für fünf weitere Jahre im Amt bestätigt.

### Wappen
| Wappen von Erlenbrunn | Blasonierung: „Aus einem gemauerten roten Brunnen mit fließendem blauen Wasser zwei grünbelaubte Erlen wachsend, bedeckt mit einem goldenen Schnitt, darin drei rote Sparren.“ |
| Wappen von Erlenbrunn | Die Sparren verweisen auf die einstige Zugehörigkeit zur Grafschaft Hanau |

## Kultur

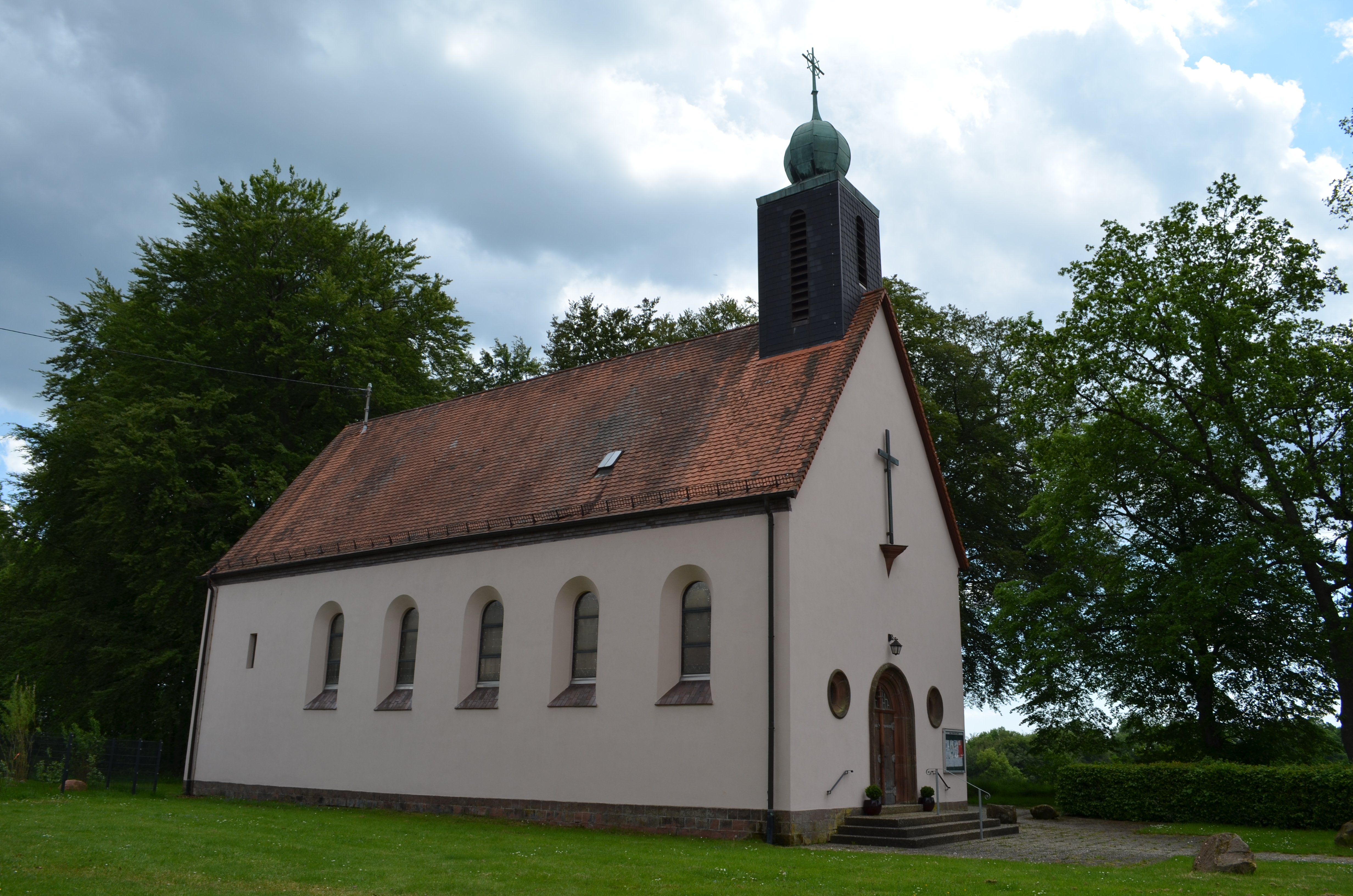
Denkmalgeschützte katholische Kirche

### Kulturdenkmäler
Vor Ort befinden sich insgesamt neun Objekte, die unter Denkmalschutz stehen, darunter das Kriegerdenkmal, die katholische Kirche St. Joseph und die protestantische Friedenskirche.

### Natur
Innerhalb der Gemarkungsgrenzen existieren mehrere Naturdenkmale, darunter der Teufelsfelsen.

### Vereine
Es gibt 14 Vereine im Ortsteil, wie beispielsweise den Tennis-, Hasen- (KZV P104), Gesang- oder den Sportverein SV Erlenbrunn mit den Abteilungen Fußball, Tischtennis und Gymnastik.

### Veranstaltungen
Vor Ort findet das Festival Rock im Wald statt.

## Infrastruktur
In Erlenbrunn gibt es verschiedene Handwerksbetriebe sowie eine bekannte Sattlerei.
Der Ortsteil ist über die von den Stadtwerken Pirmasens betriebene Buslinie 207 an den öffentlichen Personennahverkehr angebunden. 
Die für den Ort zuständige zuständige Grundschule Ruhbank-Erlenbrunn befindet sich im Stadtteil Ruhbank.
Wanderwege rund um den Ort werden von der Erlenbrunner Ortsgruppe des Pfälzerwald-Verein betreut, dazu zählen neben dem Fernwanderweg Nahegau-Wasgau-Vogesen der 16 Kilometer lange Wanderweg zu allen Brunnen und Quellen rund um Erlenbrunn. Ein Nordic Walking Parcours mit drei verschiedenen Strecken führt durch das Rodalbtal.

## Persönlichkeiten
- Robert Jung (* 1944), Fußballtrainer und ehemaliger Spieler, trainierte in der Saison 2008"2009 den SV Erlenbrunn
- Amanda Marshall (* 1972), kanadische Pop- und Rocksängerin, trat am 14. September 1996 bei Rock im Wald auf.